# Peristedion
Peristedion là một chi cá trong họ Peristediidae sinh sống ở Đại Tây Dương và Ấn Độ - Tây Thái Bình Dương.

## Các loài
Chi này hiện có 23 loài được công nhận:
- Peristedion altipinne Regan, 1903
- Peristedion amblygenys Fowler, 1938 [1]
- Peristedion antillarum Teague, 1961 (Long-nose armoured searobin)
- Peristedion barbiger Garman, 1899
- Peristedion brevirostre (Günther, 1860) (Flat-head searobin)
- Peristedion cataphractum (Linnaeus, 1758) (African armoured searobin)
- Peristedion crustosum Garman, 1899
- Peristedion ecuadorense Teague, 1961
- Peristedion gracile Goode & T. H. Bean, 1896 (Slender searobin)
- Peristedion greyae G. C. Miller, 1967
- Peristedion imberbe Poey, 1861
- Peristedion liorhynchus (Günther, 1872) [1]
- Peristedion longispatha Goode & T. H. Bean, 1886
- Peristedion miniatum Goode, 1880 (Armoured searobin)
- Peristedion nesium W. A. Bussing, 2010
- Peristedion orientale Temminck & Schlegel, 1843 [1]
- Peristedion paucibarbiger Castro-Aguirre & García-Domínguez, 1984
- Peristedion richardsi Kawai, 2016 [2]
- Peristedion riversandersoni Alcock, 1894
- Peristedion thompsoni Fowler, 1952 (Rim-spine searobin)
- Peristedion truncatum (Günther, 1880) (Black armoured searobin)
- Peristedion unicuspis G. C. Miller, 1967
- Peristedion weberi J. L. B. Smith, 1934